# Dănuț Dobre
Pour les articles homonymes, voir Dobre.
Dănuț Dobre, né le 20 février 1967 à Fetești, est un rameur d'aviron roumain.

## Palmarès

### Jeux olympiques
- 1988 à Séoul
  -  Médaille d'argent en deux sans barreur
- 1992 à Barcelone
  -  Médaille d'argent en huit[1]

### Championnats du monde
- 1987 à Copenhague
  -  Médaille d'argent en deux sans barreur
- 1991 à Vienne
  -  Médaille d'argent en quatre barré